# Аманда Тенфјорд
Аманда Клара Георгијади Тенфјорд (гр. Αμάντα Γεωργιάδη; 9. јануар 1997), познатија под својим сценским именом Аманда Тенфјорд, је грчко-норвешка певачица, композиторка и студенткиња медицине. Рођена је у Јањини у Грчкој, али је одрасла у Тенфјорду, Норвешкој. Представљала је Грчку на Песми Евровизије 2022.

## Каријера
Тенфјордова је кренула на часове клавира кад је имала 5 година. Њена песма „Run" (срп. Бежи) је освојила награду 2015, а 2014. се појавила у реклами телевизије Ел-Те-Ен.
2016. се такмичила на норвешком певачком такмичењу Ток где је ушла у најбољих 30. 2018. се појавила у програму на телевизији Пе3 уживо са песмом „Let Me Think" (срп. Пусти ме да размислим).
2018. је ишла је на турнеју са норвешким бендом Highasakite. 2019. је наступала на музичком фестивалу Трондхајм зове. Тенфјордова је довила Харам општинску награду културе омладине 2019.
Представљала је Грчку на Песми Евровизије 2022.

## Лични живот
Аманда Клара Ђорђијадис Тенфјорд је рођена 9. јануара 1997. године. Мајка јој је Норвежанка Грета Кетрин Тенфјорд, а отац њен муж Константинос Ђорђијадис.
Тенфјорд је живела у Грчкој првих пар година живота све док се са породицом није преселила у Тенфјорд. Ишла је у исти разред у средњој школи као и певачица Сигрид, за коју тврди да јој је била инспирација да јури каријеру у музици. Преселила се из Тенфјорда у Трондхејм 2015. како би студирала медицину на Норвешком универзитету науке и технологије. 2019. објављује да паузира студије како би се фокусирала на своју музичку каријеру.

## Дискографија

### Синглови
- "Run" (2014)
- "I Need Lions" (2016)
- "Man of Iron" (2017)
- "First Impression" (2018)
- "No Thanks" (2018)
- "Let Me Think" (2018)
- "The Floor Is Lava" (2019)
- "Troubled Water" (2019)
- "Kill The Lonely" (2019)
- "As If" (2020)
- "Pressure" (2020)
- "Then I Fell in Love" (2020)
- "Miss the Way You Missed Me" (2021)
- "Die Together" (2022)

### ЕП-ови
- First Impression (2018)
- Miss the Way You Missed Me (2021)